# Stowarzyszenie Zjednoczonych Gromad
Stowarzyszenie Zjednoczonych Gromad (ukr. Всеукраїнська Асоціація об’єднаних територіальних громад) – ogólnoukraińska organizacja samorządów zrzeszająca zjednoczone gromady (gminy) powołane na podstawie Ustawy „O dobrowolnym stowarzyszeniu gromad” z 5 lutego 2015 roku w ramach reformy decentralizacyjnej na Ukrainie. Celem Stowarzyszenia jest koordynacja działań organów samorządu lokalnego w zakresie ochrony praw i interesów zjednoczonych gromad oraz wspierania ich rozwoju.

## Geneza i historia
Organizacja powstała w 2016 roku z inicjatywy trzech zjednoczonych gromad. W ciągu trzech lat zjednoczyła ponad 490 członków. 29 listopada 2019 uzyskała status ogólnoukraińskiej.